# Apolonia Chojnacka
Apolonia Chojnacka (ur. 25 stycznia 1908, zm. 25 sierpnia 1987) – polska „Sprawiedliwa wśród Narodów Świata”.

## Życiorys
W trakcie II wojny światowej ukrywała w swoim warszawskim mieszkaniu męża swojej żydowskiej przyjaciółki Ireny, Szymona Reinberga. Żyd ten był prawnikiem, poszukiwanym przez niemieckie Gestapo operujące w Warszawie. Chojnacka ukrywała go od stycznia do marca 1940 r. Później zaś, zagrożenie wykryciem było zbyt silne, toteż został zmuszony zmienić kryjówkę. Heroiczna postawa Chojnackiej doprowadziła niestety do śmierci jej męża, zamordowanego przez Niemców. Okupant odszukał również ukrywającego się Reinberga, który także nie przeżył końca wojny. Chojnacka z narażeniem własnego życia pomagała później Irenie, którą osadzono na Pawiaku. Dostarczała jej m.in. paczki z żywnością co umożliwiło jej przetrwanie.
Apolonia Chojnacka jest pochowana na Cmentarzu Wojskowym na Powązkach w Warszawie (kwatera A 38, rząd: 6, grób: 3).
2 października 1984 r. Instytut Jad Waszem uhonorował Apolonię Chojnacką medalem „Sprawiedliwy wśród Narodów Świata”.